# Niou Wej-jü
Niou Wej-jü (čínsky pchin-jinem Niú Wèiyǔ, znaky 牛畏予; 1927 Tchang-che, Che-nan – 3. června 2020) byla čínská fotožurnalistka, jejíž kariéra začala ve 40. letech 20. století dokumentováním válečných operací čínské komunistické strany a pokračovala i po roce 1949. Byla oceňována za fotografie obyčejných dělníků a příslušníků národnostních menšin a jako jedna z mála fotografek se specializovala na fotografie žen. Byla členkou čínské komunistické strany a Čínské asociace fotografů. Její manžel Kao Fan (1922–2004) byl také válečným, a po roce 1949 zpravodajským fotografem.

## Kariéra
V roce 1945 Niou začala studovat na Čínské lidové univerzitě protijaponského odporu a Rudé armády, v roce 1947 se stala důstojníkem politického oddělení na osvobozeném území. Stala se fotografkou Osmé armády a poté se začala věnovat zpravodajské fotografii pro Severočínský ilustrovaný časopis a další časopisy.
Po roce 1949 se stala vedoucí fotografického oddělení zpravodajské agentury Sin-chua až do svého odchodu do důchodu v roce 1982. V roce 1975, když končila kulturní revoluce, vypravila se do Tibetu, přičemž cestovala džípem z Čcheng-tu.
Zemřela 3. června 2020.